# Medaglia Ricordo in Oro "50º Anniversario della Vittoria 1918 1968"
La Medaglia Ricordo in Oro per il "50º Anniversario della Vittoria 1918 1968" fu creata dall'Articolo 1 della Legge nº 263 del 18 marzo 1968 "Riconoscimento in favore dei partecipanti alla guerra 1914-18 e alle guerre precedenti" e definita nelle caratteristiche dall'Articolo 1 del Decreto Ministeriale della Difesa del 20 giugno 1968 "Caratteristiche della medaglia ricordo in oro e dell'insegna di cavaliere dell'Ordine di Vittorio Veneto, istituite con la legge 18 marzo 1968, n. 263, concernente riconoscimenti in favore dei partecipanti alla guerra 1914-18 ed alle guerre precedenti".
Era concessa, previa domanda dell'interessato, tramite il proprio Comune di residenza, a coloro che prestarono servizio militare per almeno 6 mesi nelle Forze armate italiane durante la guerra 1914-18 o durante le guerre precedenti.
Fu consegnata agli interessati, nella sua regolamentare scatola blu di plastica con interno preformato di plastica vellutata azzurra, assieme al diploma ed alla croce di Cavaliere dell'Ordine di Vittorio Veneto.

## Insegne
La medaglia non era portativa.

### Medaglia
La medaglia consiste in un disco in lega d'oro (marcato sul dritto "750" ossia 18 carati = 75% d'oro), del diametro di 20 mm, dello spessore di 1,2 mm, del peso di 5,20 g, con una cambretta di appensione quadrangolare e bordo liscio, con:
- sul dritto/fronte un Elmetto Adrian Mod. 16 posto verso sx, su 2 serti intrecciati di 4 foglie di alloro e di 3 foglie di quercia, sormontati da una stella pentagonale;
- sul rovescio/retro la scritta su 5 righe 50° / ANNIVERSARIO / DELLA VITTORIA / 1918 / 1968 su 2 serti di foglie di alloro per complessive 6 foglie e 3 bacche, qui si ritrovano anche le 2 punzonature (produttore e oro).

### Nastro
La medaglia è appesa ad un nastro di seta della larghezza di 24 mm, formato con i colori della bandiera italiana alternati, di 12 strisce verticali di 2 mm ciascuna.